# Andersenova letecká základna
Andersenova letecká základna (anglicky Andersen Air Force Base; kód IATA je UAM, kód ICAO PGUA, kód FAA LID UAM) je vojenská letecká základna letectva Spojených států amerických nacházející se 6,4 kilometru severovýchodně od vesnice Yigo na Guamu, což je ostrovní území Spojených států. Je domovskou základnou 36. křídla (36th Wing; 36 WG), která spadá pod Velitelství vzdušných sil v Pacifiku (Pacific Air Forces; PACAF). I když má ve svém názvu slovo „křídlo“, jedná se ve skutečnosti o pozemní jednotku, jejímž primárním úkolem je technická a logistická podpora leteckých jednotek Spojených států a jejich spojenců, které jsou na Andersenově základně dislokovány.
Tato základna byla zprovozněna v roce 1944, tehdy ještě pod názvem North Field. Později byla pojmenována na počest brigádního generála Jamese Roye Andersena.